# Siv (nome)
Siv  è un nome proprio di persona danese, svedese e norvegese femminile.

## Varianti
- Danese: Siff, Siw
- Norvegese: Siw

### Varianti in altre lingue
- Finlandese: Sivi
- Islandese: Sif
- Norreno: Siv[1], Sif[1]

## Origine e diffusione

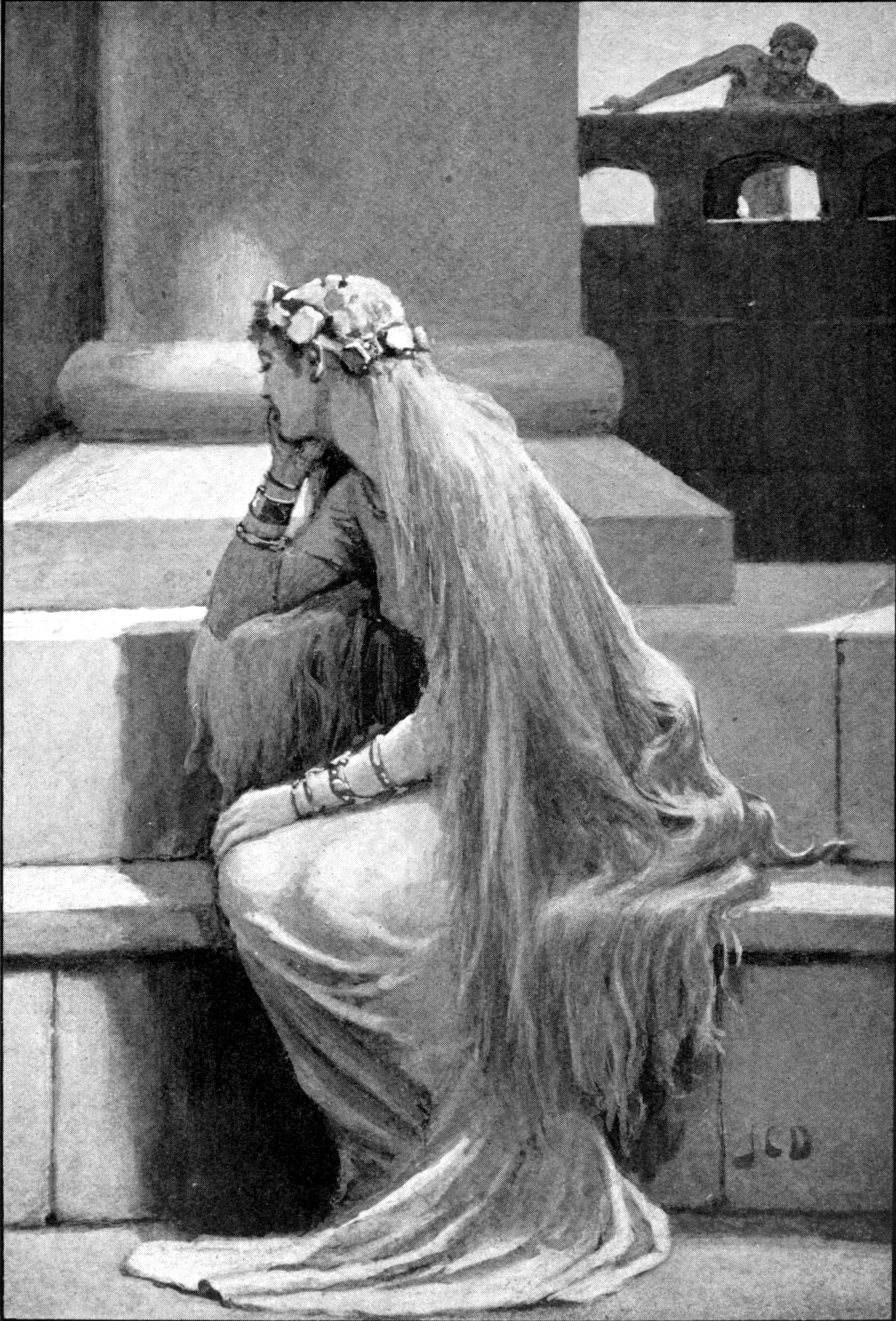
Sif, di John Charles Dollman

Vuol dire "sposa" in norreno, ed ha quindi significato analogo ai nomi Beulah e Ninfa.
È portato, nella mitologia norrena, da Sif, la moglie di Thor.

## Onomastico
Il nome è adespota, ovvero non è portato da alcuna santa. L'onomastico ricade dunque il 1º novembre, giorno di Ognissanti.

## Persone
- Siv Bråten, biatleta norvegese

### Variante Sif
- Sif Aradóttir, modella islandese